# Черновское (Челябинская область)
Черновско́е — село в Миасском городском округе Челябинской области России.

## География
Село находится у Чашковского хребта, на берегу реки Чёрная, на расстоянии 5 км к югу от города Миасс, административного центра округа.

### Часовой пояс
Село Черновское, как и вся Челябинская область, находится в часовой зоне МСК+2. Смещение применяемого времени относительно UTC составляет +5:00.

## Население
| 2002 | 2010  |
| ---- | ----- |
| 1196 | ↗1376 |

### Половой состав
По данным Всероссийской переписи, в 2010 году численность населения села составляла 1376 человек (695 мужчин и 681 женщина).

## Улицы
| - ул. Боровая, - пер. Земляничный, - ул. Карла Маркса, - ул. Кирова, - ул. Ленина, - ул. Лесная, | - пер. Механический, - ул. Молодёжная, - пер. Мостовой, - ул. Рабочая, - пер. Светлый, - пер. Северный, | - ул. Солнечная, - ул. Строительная, - ул. Чернореченская, - ул. Школьная, - пер. Школьный, - ул. Ягодная. |

## Достопримечательности
В селе имеется действующая часовня Михаила Архангела, на территории которой установлен памятник казакам.